# Озолин, Иван Иванович
Янис (Иоганн) Александр Яков Озолиньш (Иван Иванович Озолин) (латыш. Jānis (Johans) Aleksandrs Jēkabs Ozoliņš, 1 января 1873, Витебск — 15 января 1913, Саратов) — железнодорожник, по происхождению рижский мещанин. Начальник железнодорожной станции Астапово, на которой провёл последние дни жизни и скончался Л. Н. Толстой.

## Биография

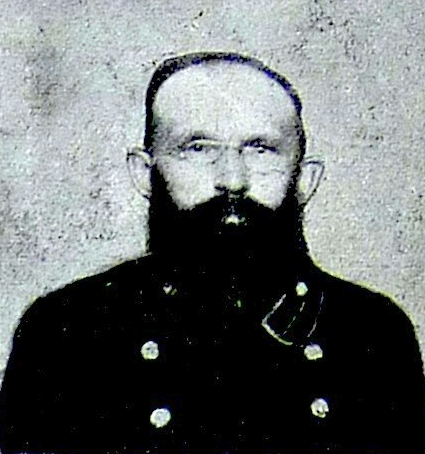
И. И. Озолин

Иван Озолин родился в Витебске. В 1889 году 16-летний паренёк поступил работать чернорабочим на Рижско-Орловской железной дорогу, где ранее его отец служил осмотрщиком вагонов. Отец рано умер, Иван пошёл по его стопам. Проявил способности, поступил в железнодорожное училище в Саратове. В этом городе он познакомился с будущей женой, поволжской немкой Анной Филипповной Асмус. 12 октября 1897 году Озолины обвенчались. Свидетельство о венчании Ивана Озолина с Анной Елизаветой Асмус в саратовской евангелически-лютеранской церкви Св. Марии хранится в музее в Астапово: жениху было 24 с половиной лет, невесте — 20 с половиной.
Карьера Ивана Ивановича была успешной: телеграфист, помощник начальника станции, а 21 мая 1909 года, в 36 лет, он возглавил железнодорожную станцию Астапово. Семье была предоставлена четырёхкомнатная квартира в домике возле станции, где имелось небольшое хозяйство: корова, гуси и куры. У Ивана Ивановича и Анны Филипповны родилось семеро детей. Старший сын Иван (1898 г. р.) умер в младенчестве. В 1899 году родился Евгений, числившийся рижским мещанином, как и его отец. Он окончил гимназию в Саратове, где жили мать и старшая сестра И. И. Озолина Люция.
В семье Озолиных в момент, когда в Астапово высадился Л. Н. Толстой, было четверо малолетних детей: Эльвира (1902—1919), Валерия (1905—1982), Артур (1907—1997) и Елена (1908—1985). Российский журналист Юлия Яковлева хорошо описала размеренный быт семьи в своей пьесе «Станция»: «С Твери паровоз прошёл — обедать. С Ростова — пора самовар ставить».
После смерти Толстого, в мае 1911 года, у Озолина случился первый инсульт. У него были парализованы конечности, пропала речь. Осенью в семье родился младший сын Лев. Взяв с собой новорожденного младенца, Анна Филипповна повезла мужа на лечение в Москву. Толстые помогли устроить Ивана Ивановича в Пироговскую больницу, после двух-трех месяцев лечения ему стало лучше. Софья Андреевна подарила Озолину полное собрание сочинений Толстого с дарственной надписью. После лечения Иван Иванович навестил Ригу, посетил редакцию газеты Dzimtenes Vēstnesis и обещал подробно описать последние дни Толстого.
По возвращении в Астапово Озолин вернулся к работе, но вскоре произошёл второй удар. Работу пришлось оставить и переехать в Саратов, к родным, что и произошло глубокой осенью 1912 года. 18 ноября 1912 года земляков навестил садовод и литератор Янис Пенгеротс-Свешайс, работавший тогда в Саратове. Он описал свой визит в Dzimtenes Vēstnesis. «Трагедия конца жизни великого Толстого способствовала потрясению души чувствительного Озолина и превратилась в трагизм его собственной жизни. Он оставлен и забыт, хотя недавно его имя было у всех на устах… средства ничтожные, помощи извне нет». Он рассказал, что Озолины живут на пенсию в размере 400 рублей в год, поэтому сняли небольшую квартиру на окраине в двухэтажном деревянном домике на Железнодорожной улице.
«Устройство квартиры небогатое, блёклое, но всё блестит от чистоты, — пишет Янис Пенгеротс-Свешайс. — На стенах фотографии Льва Толстого, его могилы. Сам Я. Озолин лежит на постели бледный, слабый, поникший с довольно длинной чёрной бородой, и чёрные волосы делают его лицо ещё бледнее. „Жан, ты узнаёшь? Земляки пришли тебя навестить“, — спрашивает у него супруга. Он долго всматривается в нас… и с большим усилием и, кажется, собрав всю силу воли, выдыхает тихо, но достаточно отчётливо: „Ich bin auch ein Lette“ („Я латыш“), и подобие улыбки скользит по жёлтому лицу…»
Иван Озолин умер 15 января 1913 года в возрасте 40 лет. В последний путь легендарного железнодорожника провожали 15 человек: жена с детьми, старшая сестра Люция, саратовская портниха, и младший брат Артур. Ещё были трое журналистов и четверо работников товарной станции. При помощи семьи Л. Н. Толстого на могиле Озолина был установлен черный надгробный памятник. Ни могила, ни кладбище не сохранились.

## Приезд Толстого

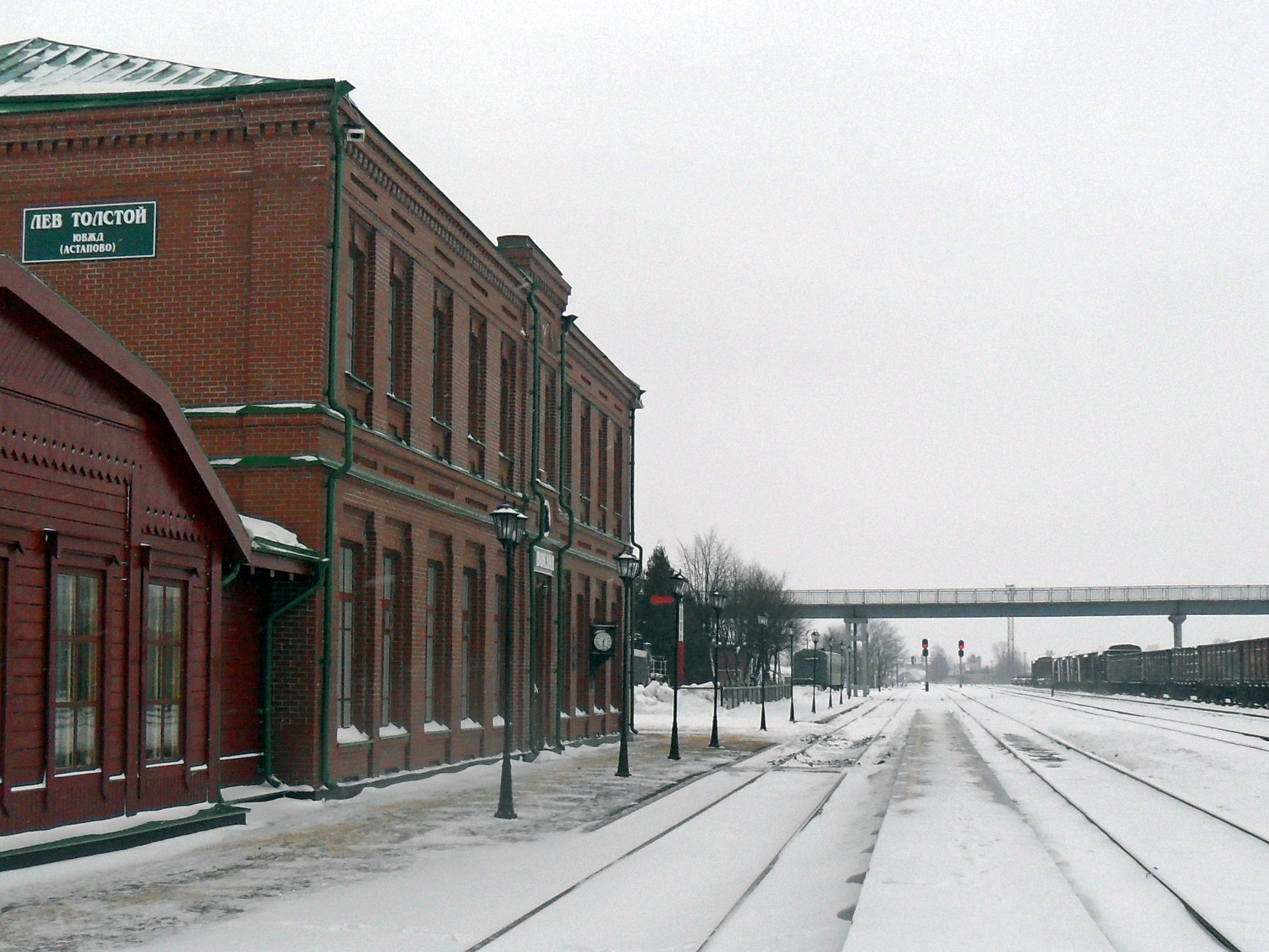
Железнодорожный вокзальный комплекс «Лев Толстой» (бывшая станция Астапово).

В ходе своего последнего путешествия Лев Толстой в сопровождении Д. П. Маковицкого и дочери Александры Львовны 31 октября (13 ноября) 1910 года на станции Козельск сел в вагон третьего класса поезда номер 12, следовавшего до Ростова-на-Дону. Толстой в вагоне простудился, началось воспаление лёгких с высокой температурой. Вечером того же дня на станции Астапово он был вынужден сойти с поезда. Станция была такой маленькой, что там даже гостиницы не было. И начальник станции Иван Озолин предложил писателю комнату в своей квартире.
В эти дни никому не известная станция оказалась в центре внимания всего мира. До полутора тысяч(!) телеграмм отправлялось отсюда ежедневно. Часть их собрана в книге «Смерть Толстого. Астаповские телеграммы», изданной в 1929 году.
«На маленькую станцию прибывали сотни людей. И всех их нужно было принимать… Управляющий Урало-Рязанской железной дороги Дмитрий Матрёнинский присвоил Озолину особые полномочия, чтобы на месте решать все проблемы, — рассказывает доктор филологии Янис Залитис, крупнейший латвийский специалист по творчеству Толстого. — Толстой для России не просто писатель, а крупный общественный деятель. Его последователи отказывались служить в армии, не признавали церкви, создавали коммуны. Жандармы не спускают с него глаз. В шифрованных сообщениях жандармы просят прислать в Астапово отряды полиции, а также винтовки с патронами: „Для недопущения открытых демонстраций и антиправительственных выступлений“. Возле домика начальника станции дежурят священники, надеясь, что отлучённый от церкви писатель призовёт их к себе и покается в своём безверии. Тщетно…»
Десятки журналистов атаковали Озолина, умоляя телеграфировать мельчайшие подробности пребывания Льва Николаевича Толстого, однако получали неизменный твердый отказ. Но для рижской ежедневной газеты Dzimtenes Vēstnesis он сделал исключение, послав в редакцию 9 телеграмм о состоянии здоровья Толстого. Одна из последних внушала надежду: «Астапово, 6 ноября. Ночью состояние здоровья Толстого улучшилось. С утра температура была 37,2. Дыхание хорошее, но слабость такая же. Совет будут держать 6 докторов».
Очевидцы вспоминают, что от нервного напряжения Иван Иванович иногда начинал плакать… Однажды он в отчаянии сказал: «Нет, я не могу допустить, чтобы у меня в доме умер Лев Толстой».
Однако 7 (20) ноября 1910 года Лев Толстой скончался. Отсюда 8 ноября отправился траурный кортеж к Ясной Поляне, к тому месту на краю оврага в лесу Старый Заказ, где, по завещанию писателя, его следовало похоронить. Озолин был единственным из всех служащих Астапова, кому разрешили проводить Толстого в последний путь.

В благодарственном письме семьи писателя тем, кто оказывал помощь при жизни и выразил сочувствие по поводу смерти Толстого, опубликованном в российских газетах, в том числе в Риге, по имени был упомянут только скромный железнодорожник И. И. Озолин. «Милейшим человеком», «любезным латышом» называли его дети и жена писателя. 
«Какая поразительная судьба!.. вы спокойно живете в своем доме, в кругу семьи, заняты своим делом, не готовитесь ни к каким особенным событиям, и вдруг в один прекрасный день к вам ни с того, ни с сего входит Лев Толстой, с палкой, в армяке… ложится на вашу кровать и через несколько дней умирает на ней. Есть от чего сбиться с пути и застрелиться». Юрий Олеша.

## Первый музей и первый экскурсовод
В комнате, где Л. Н. Толстой провёл последние дни и умер, решили сохранить всю обстановку, а часы были остановлены на 6.05, когда остановилось сердце писателя. Уже в 16.00 была готова и укреплена на фасаде мемориальная доска из белого мрамора с надписью золотом «Здесь скончался Лев Николаевич Толстой 7 ноября 1910 года».
Озолин настоял, чтобы в квартире, освящённой присутствием писателя, всё сохранилось, как было — вплоть до баночек с мазями на столике у постели.
Из мемориальной толстовской комнаты Иван Иванович не забрал ни одной вещи и стал показывать это святое место всем желающим. «Приходили в любое время, и отказу не было никому», — вспоминает домрабоница Озолиных Марфа Сысоева. Когда Озолины переехали в Саратов, обстановку комнаты восстановили по воспоминаниям Сысоевой.
С подачи Ивана Озолина начальник станции Астапово вплоть до 1939 года оставался по совместительству смотрителем музея.
1 декабря 1946 года в бывшей квартире Озолина открылся Литературно-мемориальный музей (c 1 декабря 1946 года — филиал московского Государственного музея Л. Н. Толстого). Документы и фотографии из своего семейного архива ему передала вдова Ивана Ивановича Анна Филипповна, когда сотрудники Астапова в 1950-е годы навестили её в Саратове. Анна Филипповна скончалась в 1956 году.
В 1960-е годы по указанию главы советского правительства Алексея Косыгина были изготовлены обои для комнат музея с таким же рисунком, какой был при Льве Толстом, — крупные цветы на бежевом фоне. Постепенно в музей подобрали другие вещи, соответствующие эпохе: овальное зеркало, столик, шкаф, комод, кофейник. Копия мундира и красной фуражки, в которой начальник станции встречал Толстого, выполнена по образцу форменной одежды российских железнодорожников, сохранившейся в Центральном музее железнодорожного транспорта в Санкт-Петербурге.
Со временем музей развился, в его состав вошли здание станции, водоёмное здание, паровоз, амбулатория, где писателю готовили лекарства. Сегодня выглядят так же, как в начале прошлого века. К 100-летию со дня смерти писателя в Астапово дополнительно построили культурно-образовательный комплекс. Сохранилась и церковь Святой Троицы, где Софья Андреевна Толстая молилась за выздоровление мужа. Сейчас весь комплекс Астапово (станция «Лев Толстой») — памятник государственного значения.
В 1982 году в Астапово приезжала дочь Озолина Елена Ивановна Богатырёва.
Сейчас все связи с потомками Озолиных у музея прервались.

## Судьба семьи И. И. Озолина
36-летняя Анна Филипповна осталась после смерти мужа с шестью детьми от трех до 14 лет. В ее просьбах увеличить пенсию за мужа было отказано. Газеты и добрые люди собирали для вдовы и сирот пожертвования. Очень помог Сергей Львович Толстой, по протекции которого Эльвиру и Валерию Озолиных приняли на бесплатное обучение в московскую гимназию. Сохранилось письмо 13-летней Эльвиры родным: «Целую 1.000.000 раз Атеньку (Артура) и Левочку, а в особенности Леночку с рождением. Слушайтесь мамочку… теперь папочки нету и маме тяжело».
Потом началась Первая мировая война, революция, гражданская война… Эльвира умерла от тифа в 17 лет, Лев — в 16. Валерия вышла замуж в Саратове, имела детей и внуков. Елена стала врачом. Ее муж погиб на фронте, и она жила с матерью, работавшей няней в детском саду. Старший сын Озолиных, Евгений, в 1930-е годы с женой Евдокией и сыном, тоже Евгением, перебрался из Саратова в Москву, попал под репрессии 1937 года, однако уцелел. Погиб на фронте, в боях за Москву.
Когда немцы подошли к Саратову, Анну Озолину как этническую немку выслали в Тюменскую область, Елена поехала с нею. Выйдя на пенсию, Анна Филипповна вернулась в Саратов вместе с дочерью Еленой, по мужу получившей фамилию Богатырева.
Артур Иванович Озолин стал знаменитым учёным-историком, преподавал в Саратовском государственном университете, дожил до девяноста лет. Он изучал движение средневекового чешского проповедника Яна Гуса, которого очень уважал Л. Толстой. Артур Иванович создал целое научное направление и воспитал плеяду учеников. В память о нем в СГУ проводятся Озолинские исторические чтения.

## Первая биография
В 2016 году в Риге вышла первая научная биография Ивана Ивановича Озолина «Начальник последней станции». Ее подготовила журналист, автор документальных книг о жизни замечательных людей Ксения Загоровская. Работа над биографией заняла 5 лет, в ходе ее автор обнаружила уникальные, ранее не издававшиеся материалы, в частности, воспоминания И. И. Озолина о последних днях Л. Н. Толстого в Астапово, которые ранее полностью были опубликованы лишь однажды, в специализированном научном журнале, и теперь были включены в книгу полностью.
Написанную книгу высоко оценили на презентации в Академической библиотеке Латвийского университета русские и латышские историки и филологи, в том числе доктор филологии Янис Залитис и профессор Людмила Спроге.

История книги началась с того, что в редакцию ежедневной газеты «Час» поступила информация: в Риге появилась картина известного художника Исаака Левитана, некогда купленная владельцем у родственницы Ивана Озолина. После публикации этой новости в редакцию обратился известный латвийский ученый Янис Залитис, который посетовал, что о Иване (Янисе) Озолиньше известно очень мало и если не предпринять исследование его биографии немедленно, то в будущем оно может оказаться уже невозможным. Тогда Ксения Загоровская и взялась за поиски фактов и документов, в ходе которых она работала в архивах, побывала в Астапово и в Государственном музее Л. Н. Толстого в Москве. 
«С большим удовлетворением и радостью узнали о выходе в свет книги об Иване Озолине, этом удивительном человеке, перед которым мы все преклоняемся. И нынешнее, и будущие поколения должны знать, что такое истинные и абсолютные бескорыстие, благородство, скромность». Людмила Гладких, ученый секретарь Государственного музея Л. Толстого. 

## Память
- Юлия Яковлева. «Станция». Пьеса.
- Улица Озолина в посёлке Лев Толстой.